# Elaphocera sulcatula
Elaphocera sulcatula es una especie de coleóptero de la familia Scarabaeidae.

## Distribución geográfica
Habita en el paleártico: el Magreb (entre otros sitios, en Melilla).